# St. John Richardson Liddell

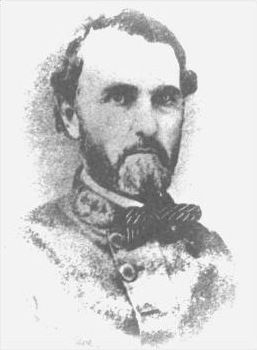
St. John Richardson Liddell

St. John Richardson Liddell (* 6. September 1815 in Wilkinson County; † 14. Februar 1870 in New Orleans, Louisiana) war ein Farmer aus Louisiana,  der als General (Brigadier general) im konföderierten Heer während des amerikanischen Bürgerkriegs diente.  Er war ein Befürworter der Sklavenemanzipation hinsichtlich deren militärischem Nutzen und wurde 1870 von einem ehemaligen konföderierten Offizier ermordet.

## Frühe Jahre
Liddell wurde in der Nähe von Woodville, Mississippi in eine reiche Pflanzerfamilie geboren. Sein Vater besaß eine Plantage. Er ging zusammen mit Jefferson Davis zur Schule, der später einmal Präsident der Konföderierten Staaten werden sollte. 
Liddell besuchte die United States Military Academy in der Zeit von 1834 bis 1835, brach die Ausbildung aber vor dem Examen ab. Liddell zog ins Catahoula Parish, Louisiana und gründete seine eigene Plantage: "Llanada," nahe Harrisonburg, Louisiana. Hier begann in den 1850ern eine jahrelange Feindschaft mit Charles Jones, die später in seinem Tod enden sollte.

## Bürgerkrieg

### Westlicher Kriegsschauplatz: 1861–63
Als Louisiana die USA verließ, schloss Liddell sich der Konföderierten Armee an und erhielt ein Kommando. Er begann als Stabsoffizier seines Freundes William J. Hardee und Albert Sidney Johnston. Später kommandierte er die Arkansas Brigade in Patrick Cleburnes Division der Army of Tennessee (zwischen 1862 und 1863). In dieser Funktion nahm er an den Schlachten von Perryville und Stones River teil. In Stones River verlor er seinen sechzehnjährigen Sohn Willie Liddell, der in der Schlacht fiel.
Liddell kommandierte eine Division in der Chickamauga 1863. Er lehnte eine Beförderung zum Generalmajor ab, um näher bei seiner Plantage sein zu können, die von Jayhawkers bedroht wurde. Liddell wurde von General Braxton Bragg, einem ehemaligen Klassenkameraden in West Point, bedrängt, Stabschef zu werden und General W.W. Mackall abzulösen. Liddell lehnte ab.

### Trans-Mississippi Kriegsschauplatz: 1863–65
Liddell bat Präsident Davis, den Distrikt des nordöstlichen Louisiana befehligen zu dürfen. Dies wurde genehmigt und so kommandierte er diesen Bereich während des Red-River-Feldzuges 1864. Bei der Schlacht von Mobile kommandierte er die Infanterie bis zur Kapitulation 1865. Während seines letzten Kommandos nahmen Liddell und Edward Canby an der Schlacht von Fort Blakely teil. Hier wurde er gefangen genommen. Canby setzte sich für Liddell ein und erreichte später eine Haftverschonung bei der Bundesregierung.

### Liddell zur Sklaverei
Liddell schrieb im Dezember 1864 an Edward Sparrow, einen Senator aus Louisiana und teilte ihm seinen Eindruck mit, dass sich der Kriegsverlauf ungünstig für die CSA entwickelte. Er forderte die Emanzipation der Sklaven, um das konföderierte Heer aufzustocken. Senator Sparrow zeigte das Schreiben General Robert E. Lee, der den Gedanken Liddells zustimmte.

## Das Leben nach dem Krieg
1866 schrieb er seine Memoiren. In diesen rechnete er kritisch mit der konföderierten Heeresführung, mit konföderierten Offizieren und Politikern einschließlich Davis und Bragg ab. Vollständig abschließen konnte er die Memoiren nicht mehr, da er ermordet wurde.
Liddell wurde 1870 von Col. Charles Jones ermordet. Ursache war ein jahrzehntealter Konflikt über Landbesitz. Jones hatte eine Bande von Mördern engagiert, die auch Familienmitglieder und Freunde von Liddell ermordeten.
Das St. John Richardson Liddell Chapter #271 des Militärordens Military Order of the Stars & Bars in Bay Minette, Alabama wurde nach ihm benannt.